# Wojkowo (wieś w województwie warmińsko-mazurskim)
Wojkowo (niem. Heinrichsdorf) – wieś w Polsce, położona w województwie warmińsko-mazurskim, w powiecie bartoszyckim, w gminie Bisztynek.
W latach 1975–1998 miejscowość administracyjnie należała do województwa olsztyńskiego. Wieś znajduje się w historycznym regionie Warmia.

## Historia
Po II wojnie światowej powstał tu PGR, który przed likwidacją jako zakład rolny wchodził w skład Kombinatu PGR Sątopy.